# Barulak
Barulak is een bestuurslaag in het regentschap Tanah Datar van de provincie West-Sumatra, Indonesië. Barulak telt 4792 inwoners (volkstelling 2010).